# Lago Canovasee
O Lago Canovasee é um lago localizado no Paspels, no cantão de Grisons, o maior dos cantões da Suíça. Em 2004, o filme "First Love, Last Rites" (por Susanne Kaelin e libertado para o mercado em 2006) foi filmado neste lago.